# Plaza Padre Negro
La plaza Padre Negro,  se encuentra ubicada entre la Avenida Canal Beagle (C-314) y Avenida el Salvador (C-354) en Caldera, Copiapó, Atacama, Chile. El nombre de la plaza hace referencia a Crisógono Sierra sacerdote franciscano y pedagogo, conocido como Padre Negro.

## Descripción
La plaza tiene una escalinata con esculturas de la Virgen de Lourdes y del Padre Negro. 
Es el inicio de la ciclo vía que une Caldera con Bahía Inglesa. También hay juegos para deportes y un frondoso jardín público. 
Fue construida sobre una roca la gruta blanca que es centro de peregrinaje y atracción turística,
creada por el sacerdote colombiano Crisógono Sierra conocido localmente como el Padre Negro.
 Que con la ayuda y esfuerzo de varios vecinos construyó el santuario que se denominó primero Gruta de Lourdes en honor a la Virgen de Lourdes, pero fue la misma voluntad popular que terminó llamando la Gruta del Padre Negro.
El ingreso a la gruta es por escalera y en su interior existen vigorosas pinturas murales en paredes y techo del pintor chileno Luis Enrique Cerda, que trabajaba en el muelle de Caldera. Hay en al gruta una estatua de la Virgen de Lurdes, dos vitrales en forma de cruz azul y un busto de Crisógono Sierra. La gruta está abierta y recibe visitas de lunes a domingo, de 9 a 18 horas.
En el jardín exterior a la derecha de la gruta se encuentran las imágenes de San Expedito y la Virgen, las estatuas están enrejadas.

## Galería

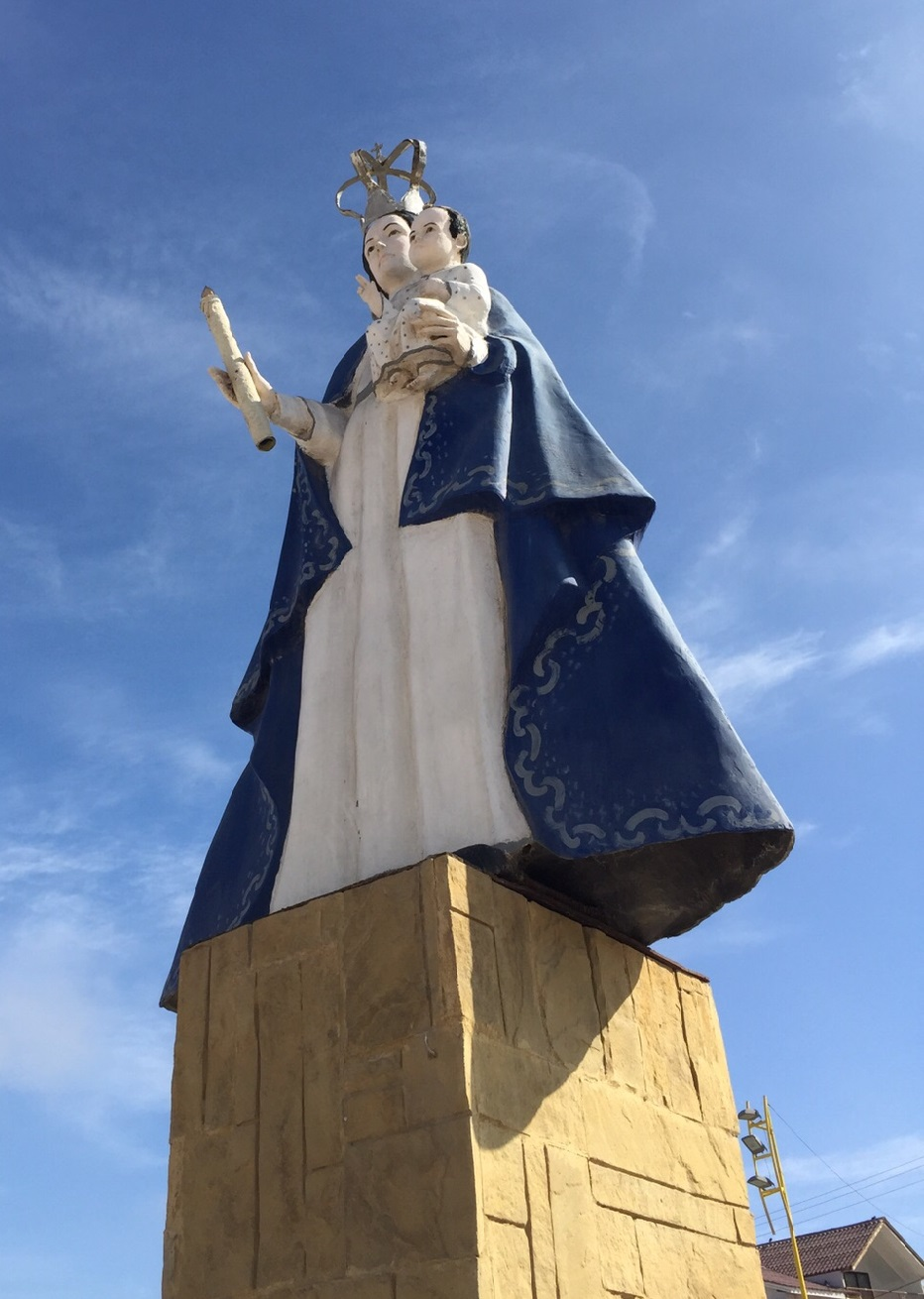
Virgen de La Candelaria
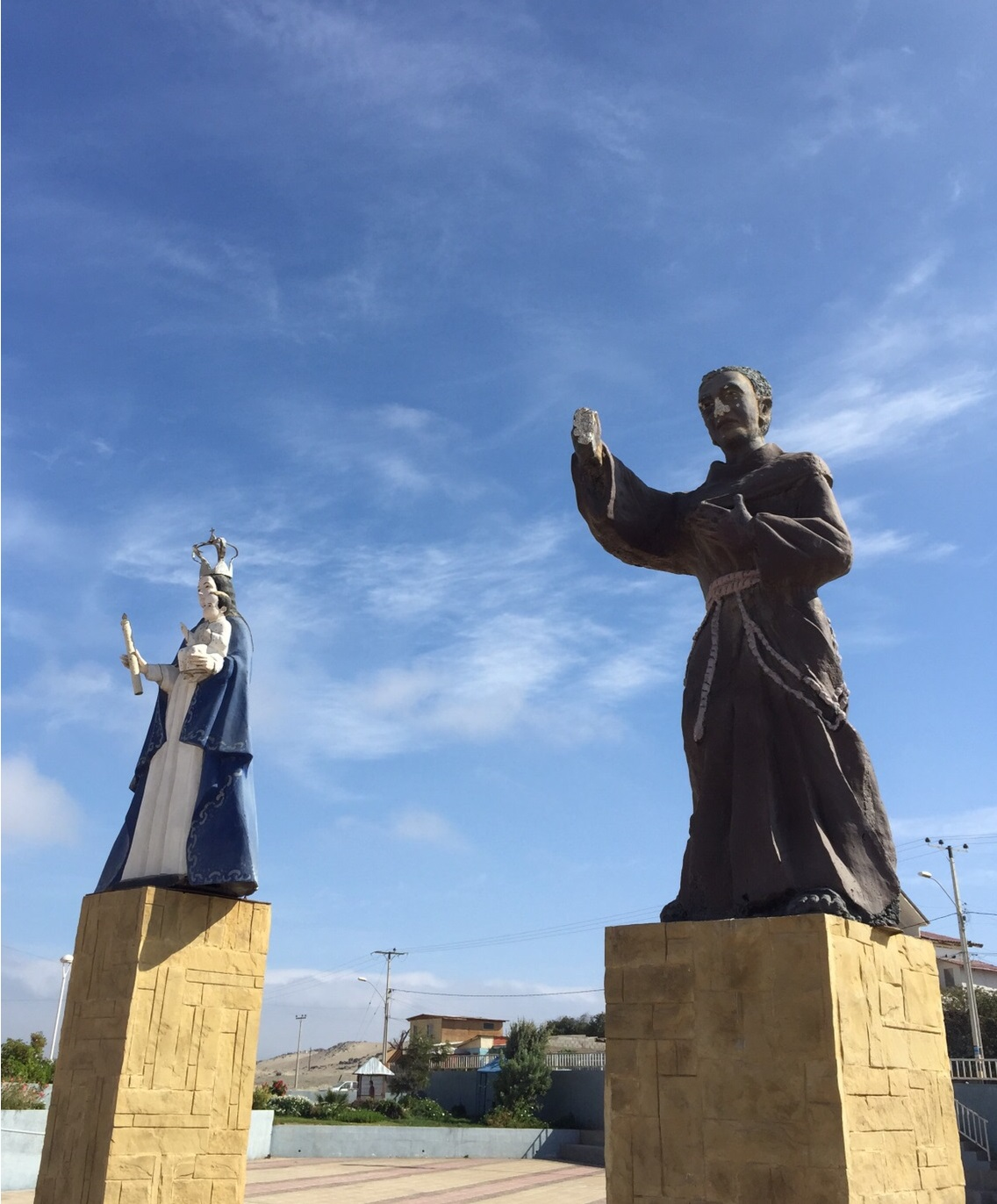
Virgen de La Candelaria y Padre Negro en 2015
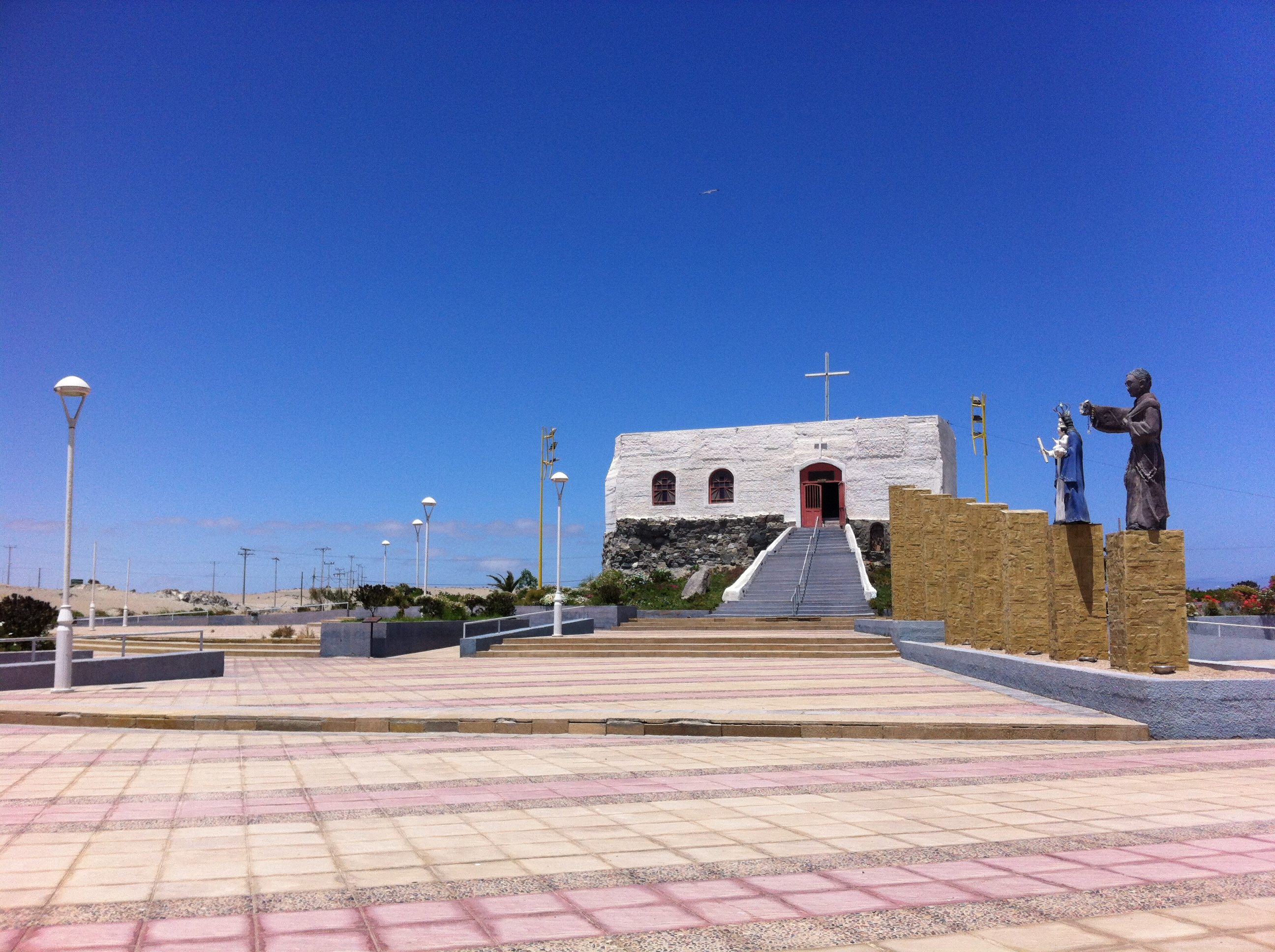
Plaza Padre Negro en 2015
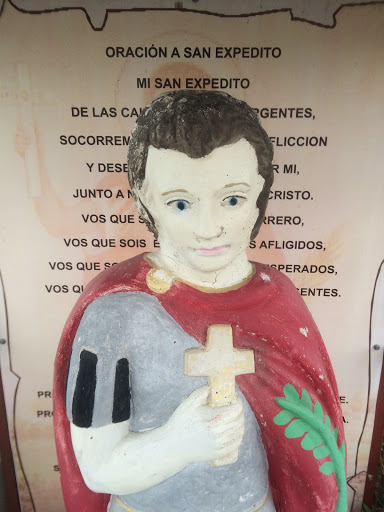
San Expedito en Plaza Padre Negro en 2015
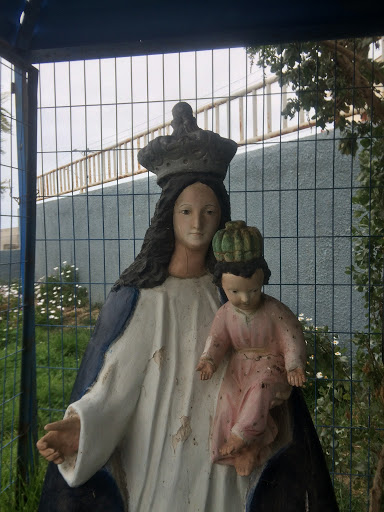
Virgen en Plaza Padre Negro en 2015